# Просперо Екс-3
Просперо Екс-3 (на английски: Prospero X-3; официално обозначение 05580 / 71093A) е единственият изкуствен спътник изстрелян с британска ракета-носител.
Спътникът е изстрелян на 28 октомври 1971 г. от ракетна площадка 5B, Умера, Южна Австралия с ракета-носител Блек Ароу. Това прави Великобритания шестата нация, която е изстреляла спътник със собствена ракета (преди нея са СССР, САЩ, Франция, Япония и Китай). С Просперо се цели да бъдат тества слънчеви панели. На борда има и магнетофон, който се поврежда на 24 май 1973 г. или след 730 дни от началото на мисията.
Към 2006 г. радиосигнали от спътника все още могат да бъдат засечени на честота 137,560 MHz, въпреки че той е официално спрян през 1996 г. Намира се в ниска околоземна орбита.

## Техническа информация
| Перигей/Апогей   | 531/1402 km |
| Инклинация       | 82°         |
| Орбитален период | 104,4 мин   |
| Маса             | 66 kg       |